# Trimeresurus flavomaculatus
Trimeresurus flavomaculatus är en ormart som beskrevs av Gray 1842. Trimeresurus flavomaculatus ingår i släktet Trimeresurus och familjen huggormar. IUCN kategoriserar arten globalt som otillräckligt studerad. Inga underarter finns listade i Catalogue of Life.
Arten förekommer i Filippinerna. Den lever i låglandet och i kulliga områden upp till 700 meter över havet. Trimeresurus flavomaculatus vistas i skogar och i kulturlandskap. Den hittas ofta nära vattenansamlingar. Födan utgörs främst av groddjur.